# Roy Palmer
Roy Palmer (* 2. April 1887 in New Orleans; † 22. Dezember 1963 in Chicago) war ein US-amerikanischer Jazzposaunist.

## Leben und Wirken
Palmer spielte zunächst als Gitarrist 1906 in Roseal’s Orchestra (oder Rozele Orchestra), wechselte dann zur Trompete und schließlich zur Posaune. Zu Beginn seiner Karriere spielte er Posaune mit Richard M. Jones (1911, George Fewclothes Cabaret), Freddie Keppard (1911) und Willie Hightower (um 1914/15 in dessen American Stars im Cadillac Club) und in der Tuxedo Brass Band und der Onward Brass Band. 1917 zog er nach Chicago, wo er mit Lawrence Duhé in Sugar Johnny Smiths Band spielte; als die Band nach dem Tod von Sugar Johnny Smith von King Oliver übernommen wurde, verließ er sie. Palmer spielte in den 1920er Jahren in den Bands des Trompeters Tig Chambers, in den Bands von Doc Watson und Hughie Swift und anderen Bands in Chicago; auch wirkte er bei Aufnahmen u. a. von Louis Armstrong, Jelly Roll Morton (1924, Fish Tail Blues, High Society), Johnny Dodds (1927), Richard M. Jones (1929), der State Street Ramblers (1931), der Memphis Nighthawks (auch bekannt als Alabama Rascals, 1932) und zuletzt mit den Chicago Rhythm Kings  und mit Amos Eaton (1936) mit. Palmer nahm insgesamt zwischen 1923 und 1936 an 14 Aufnahmesessions teil. Nach John Chilton war er schon ab Anfang der 1930er Jahre nicht mehr als Vollzeitmusiker aktiv und arbeitete für die Mazola Oil Company, in deren Brass Band er spielte. Nach 1936 entstanden keine weiteren Aufnahmen; er zog im Sommer 1940 in die South State Street in Chicago, wo er eine Wäscherei betrieb. Daneben unterrichtete er Trompete, Posaune und Musiktheorie; zu seinen Schülern zählten Anfang der 1920er Jahre Albert Wynn und Preston Jackson und auch in den 1950er Jahren unterrichtete er in seinem Haus Posaune, Trompete und Musiktheorie.

## Diskographische Hinweise
- State Street Ramblers Volumes 1 (RST)
- Roy Palmer – The Almost Forgotten New Orleans Hot Trombonist (Upbeat, 2023)